# Ursins
Ursins ist eine politische Gemeinde im Distrikt Jura-Nord vaudois des Kantons Waadt in der Schweiz.

## Geographie
Ursins liegt auf 645 m ü. M., 5 km südsüdöstlich der Bezirkshauptstadt Yverdon-les-Bains (Luftlinie). Das Haufendorf erstreckt sich auf der Nordabdachung des breiten Höhenrückens zwischen der Orbeebene und dem Tal der Mentue, im Waadtländer Mittelland.
Die Fläche des 3,4 km² grossen Gemeindegebiets umfasst einen Abschnitt des Hügellandes zwischen der Orbeebene und dem Broyetal. Das Gebiet wird vom sanft gegen Norden abfallenden offenen Hang von Ursins eingenommen. Im Westen befindet sich das Quellgebiet der Niauque (Zufluss des Buron), im Osten dasjenige des Ruisseau du Lin, der zur Mentue fliesst. Nach Süden erstreckt sich der Gemeindeboden bis an den Rand des ausgedehnten Waldgebietes Grand Bois d'Essertines. Hier wird mit 688 m ü. M. im Bois de la Tailla der höchste Punkt von Ursins erreicht. Von der Gemeindefläche entfielen 1997 4 % auf Siedlungen, 20 % auf Wald und Gehölze und 76 % auf Landwirtschaft.
Zu Ursins gehören einige Einzelhöfe. Die Nachbargemeinden von Ursins sind im Norden Pomy, im Nordosten Cronay, im Südosten Orzens, im Südwesten Essertines-sur-Yverdon und im Nordwesten Valeyres-sous-Ursins.

## Bevölkerung
Mit 234 Einwohnern (Stand 31. Dezember 2023) gehört Ursins zu den kleinen Gemeinden des Kantons Waadt. Von den Bewohnern sind 96,5 % französischsprachig und 1,2 % deutschsprachig (Stand 2000). Die Bevölkerungszahl von Ursins belief sich 1900 auf 201 Einwohner. Nachdem die Bevölkerung bis 1970 auf 127 Personen abgenommen hatte, wurde seither wieder eine leichte Bevölkerungszunahme registriert.

## Wirtschaft
Ursins lebt noch heute hauptsächlich von der Landwirtschaft, insbesondere vom Ackerbau und von der Viehzucht. Ausserhalb des primären Sektors gibt es kaum Arbeitsplätze im Dorf. Viele Erwerbstätige sind auch Wegpendler, die vor allem in Yverdon ihrer Arbeit nachgehen.

## Verkehr
Die Gemeinde ist verkehrstechnisch recht gut erschlossen, obwohl sie abseits der grösseren Durchgangsstrassen liegt. Der Autobahnanschluss Yverdon-Sud an der 1981 eröffneten A1 (Lausanne-Yverdon) ist rund 6 km vom Ortskern entfernt. Durch einen Postautokurs, der von Yverdon nach Bercher verkehrt, ist Ursins an das Netz des öffentlichen Verkehrs angebunden.

## Geschichte
Das Gemeindegebiet von Ursins war bereits zur Römerzeit besiedelt. Wahrscheinlich wurde der Ort als Heiligtum benutzt, was aufgrund der durchgeführten Ausgrabungen rekonstruiert werden konnte. Es wurden Überreste eines Tempels aus dem 1. Jahrhundert nach Christus und eines kleinen Amphitheaters gefunden.
Die erste urkundliche Erwähnung des Ortes erfolgte 1009 unter dem Namen de Ursingis. Später erschienen die Bezeichnungen Ursi (1174), der heutige Name Ursins (1228), danach noch Ursens (1282), Ursin (1376) und Orsens (1453). Gleich wie der Name der Nachbargemeinde Orzens leitet sich der Ortsname vermutlich vom burgundischen Personennamen Urs (von lateinisch ursus, Bär) ab und bedeutet bei den Leuten des Urs.
Seit dem Mittelalter unterstand Ursins der Herrschaft Belmont. Mit der Eroberung der Waadt durch Bern im Jahr 1536 gelangte das Dorf unter die Verwaltung der Vogtei Yverdon, die niedere Gerichtsbarkeit hatte die Kastlanei Belmont inne. Nach dem Zusammenbruch des Ancien Régime gehörte Ursins von 1798 bis 1803 während der Helvetik zum Kanton Léman, der anschliessend mit der Inkraftsetzung der Mediationsverfassung im Kanton Waadt aufging. 1798 wurde es dem Bezirk Yverdon zugeteilt.

## Sehenswürdigkeiten
Die reformierte Kirche Saint-Martin steht an der Stelle des ehemaligen römischen Tempels. Sie erhielt ihre heutige Gestalt beim Neubau von 1702. Der Kirchturm wurde auf den Fundamenten eines römischen Turms errichtet, dessen Mauersteine bis auf eine Höhe von ungefähr einem Meter über dem Erdboden noch sichtbar sind. Im Ortskern sind einige stattliche Bauernhäuser aus dem 18. und 19. Jahrhundert erhalten.